# Bossolasco
Bossolasco är en ort och kommun i provinsen Cuneo i regionen Piemonte i Italien. Kommunen hade 638 invånare (2018).